# الکوک ۳۱۷۴
سیارک ۳۱۷۴ (به انگلیسی: 3174 Alcock، نامگذاری:1984UV) سه هزار و صد و هفتاد و چهارمین سیارک کشف شده‌است که در ۲۶ اکتبر ۱۹۸۴ کشف شد.
قدر مطلق سیارک برابر ۱۱٫۸۰ است.